# Курбанов, Курбан Сеидович
Курбан Сеидович Курбанов  (азерб.  Qurban Səid oğlu Qurbanov ; 1 июня 1956, Салик, Дербентский район, Дагестанская АССР, РСФСР, СССР ) — российский политик. С 1998 по 2014 года глава администрации Дербентского района Дагестана. 

## Биография
Родился в семье государственного и общественного деятеля Сеида Курбанова. Трудовую деятельность начал в 1978 году. С 1998 по 2002 годы — депутат Народного Собрания Республики Дагестан, Член Конституционного Собрания Республики Дагестан. В декабре 1998 года избран главой администрации Дербентского района, сменив на этом посту своего отца, а в 2007 году избран главой муниципального района «Дербентский район». 30 сентября 2014 года он был задержан по подозрению в превышении должностных полномочий. В 2017 году Курбанов был выпущен под залог, позже все претензии к нему были сняты. В апреле 2020 года передал свою собственную землю в 40 гектаров в пользу Дербента. Занимал должность директора дербентского филиала Азербайджанского государственного экономического университета. В августе 2020 года был задержан в рамках расследования уголовного дела о незаконном выделении земельных участков.

## Награды и звания
- Заслуженный экономист Республики Дагестан.
- Почетная грамота Республики Дагестан.